# Dragsvik (Norwegia)
Dragsvik (również Dragsviki) – miejscowość w Norwegii, położona w regionie Sogn og Fjordane, nad fiordem Sognefjorden, na północ od miasta Balestrand. W Dragsviku znajduje się stacja promu łącząca miejscowość z Vangsnes.